# Przemienność

Diagram przedstawiający przemienność działań dwuargumentowych

Przemienność, komutatywność – własność niektórych działań dwuargumentowych polegająca na niezależności wyniku od kolejności argumentów. Formalnie: niech {\displaystyle \diamondsuit } będzie działaniem dwuargumentowym w zbiorze {\displaystyle X}, czyli {\displaystyle \diamondsuit :X^{2}\to X.} Działanie to nazywa się przemiennym, jeśli dla każdej pary elementów {\displaystyle x,y\in X} zachodzi równość: {\displaystyle x\diamondsuit y=y\diamondsuit x.}
Własność tę mają dwa z podstawowych działań arytmetycznych – dodawanie i mnożenie liczb rzeczywistych. Nie mają jej jednak:
- odejmowanie takich liczb, np. {\displaystyle 0-1\neq 1-0;}
- ich dzielenie: {\displaystyle 1:2\neq 2:1;}
- ich potęgowanie[1]: {\displaystyle 1^{2}\neq 2^{1}.}

Te twierdzenia matematyki elementarnej są nauczane w polskich szkołach podstawowych – należą do podstawy programowej kursów matematyki. Pojęcie przemienności jest też używane w matematyce wyższej, co opisano niżej.
Pojęcie przemienności bywa też stosowane do tych funkcji dwóch zmiennych, które nie są ściśle rozumianymi działaniami, np. do iloczynu skalarnego wektorów. Przemiennością nazywa się fakt, że ta funkcja jest symetryczna: {\displaystyle {\vec {a}}\cdot {\vec {b}}={\vec {b}}\cdot {\vec {a}}.}

## Dalsze przykłady
Działania przemienne:

Dodawanie wektorów jest przemienne:

Składanie funkcji nie jest przemienne – przykładowo obrót i ścinanie nie komutują, tzn. wykonanie ich w różnej kolejności daje różne wyniki

- dodawanie i mnożenie liczb zespolonych[8],
- dodawanie wektorów w przestrzeni liniowej,
- działania sumy zbiorów, ich przekroju (części wspólnej) i różnicy symetrycznej.

Działania nieprzemienne:
- iloczyn kartezjański zbiorów[9]: {\displaystyle A\times B\neq B\times A;}
- mnożenie kwaternionów[10] i innych liczb hiperzespolonych;
- mnożenie macierzy[11] – na ogół {\displaystyle AB\neq BA;}
- składanie funkcji[12] – na ogół {\displaystyle f\circ g\neq g\circ f.}

## Rola w matematyce wyższej
Pojęcie przemienności jest też używane w algebrze abstrakcyjnej. Niektóre struktury algebraiczne z działaniami przemiennymi mają osobne nazwy, np. grupy przemienne są też nazywane abelowymi, a przemienność pojawia się w definicjach niektórych innych struktur:
- ciał[14] i ich uogólnień jak pierścienie[15] i półpierścienie[16][17];
- przestrzeni liniowych[18] i ogólniejszych modułów[19];
- algebr Boole’a[20] i ogólniejszych krat[21] oraz półkrat[22].

Istnieją całe działy matematyki definiowane przemiennością lub jej brakiem, np. algebra przemienna i geometria nieprzemienna.